# وانغ قوه تشن
وانغ قوه تشن (22 يونيو 1956 - 26 أبريل 2015) شاعر صيني مٌعاصر ولد عام 1956 في العاصمة الصينية بكين، لكن أجداده من مقاطعة فوجيان. تخرج قوه تشن عام 1982 من جامعة (جي نان) قسم اللغة الصينية، وعَمِل بعدها في مركز بحوث الدراسات الفنية. بدأ اهتمامه بالقراءة وكتابة الشعر منذ أن كان في الجامعة، وبعد تخرجه بعامين نشر أولى قصائده الشعرية في مجلة (الشباب) في طبعتها العاشرة تحت مُسمى (أواجه الحياة مُبتسمًا). تألقت أعماله الشعرية بداية من عام 1990، حيث أختصَ بكتابة عواميد ثابتة في كلًا من المجلات الآتية: «شباب لياونين، شباب الصين، وصديقة». كان قوه تشن مُلحن، رسّام مخطوطات، وشاعر مُعاصر، كما أنه حصل على جائزة «المفتاح الذهبي» للكتاب الوطني لثلاث مرات متتالية، وعُين أستاذًا بجامعة (جي نان) عام 2008. حققت مخطوطاته نتائج تخلب اللب، حيث تم نقش أعماله في مدينة دا لونغ سابقًا. في السنوات الأخيرة، بدأ بدراسة الموسيقى وتأليفها، حيث نشرت دار نشر الموسيقي الصينية السمعية والبصرية أول ألبوم موسيقي له بعنوان «الاستماع إلى وانغ قوه تشين - اسم السعادة إلى الأبد».
تٌوفي عام 2015 في مستشفى بكين رقم 103 بإثر مرض سرطان الكبد في السادس والعشرين من شهر أبريل، وتحديدًا الساعة الثانية وعشر دقائق فجرًا.
أصدرت دار نشر (بكين شيويه يوان) أول ديوان شعري له عام 1990 تحت عنوان (اتجاهات الشباب)، وقامت جريدة (دار النشر الإخبارية) بنشر أحد دوادينه الشعرية، حيث أصبح ديوانه واحد من أشهر الدواوين الشعرية الموجودة على الساحة الأدبية
في شهر تشرين الأول من نفس العام، بيع عشرون نسخة من ديوانه الشعري (أفكار ومشاعر الشباب)، في أحد متاجر الكتب الشهيرة القابعة في أحد المراكز الفرعية الأربعة الكبيرة بمنطقة (شيوي جيا هوي) بوسط مدينة شنغهاي. تم نشر مقال عنه في (جريدة الأدب) تحت عنوان «الأعمال التي تغزو بجمالها عالم الأدب، بدأت بنسخة مخطوطة»، وكانت تلك هي المرة الأولى التي تيم فيها التعريف بأعمال الشاعر في شنغهاي.
وبدءاً من عام 2005، تم تقديم مخطوطاته كهدايا للأحزاب السياسية الأجنبية ورؤساء الدول، كما تم تقديمها كهدية لزيارات القادة المركزيين. إلى الآن، يتقلّد قوه تشن منصب مدير مركز الإبداع الأدبي والفني بأكاديمية الصين للفنون.
أُختير عام 2009 كأحد ممثلي الذكرى الستين لتأسيس جمهورية الصين الشعبية بواسطة برنامج «نحن نسير معًا» الذي يُعرض على تليفزيون الصين المركزي سي سي تي في، وأقرتّ مجلة «شباب الصين» الشاعر قوه تشن كواحد من أهم عشرة اشخاص كممثلي للذكرى الستين لتأسيس جمهورية الصين الشعبية.
تميزت أعماله بروح الإيجابية، البساطة، والخروج عن المألوف. وفي نفس الوقت، كان يعتقد بأن العالم يفتقر لوجود نوع من المشاعر الحقيقة والحس العاطفي، لذا خلت أعماله من الواقعية، ومن ثم لاقى اقتراحات عديدة على غِرار، ترك الشعر والتفرغ لأمور المتجمع، ثم العودة لكتابة الشعر مرةٍ أخرى. حيث أنه من الممكن حينها أن تُلقي بالًا لمشاكل المجتمع.

## أهم دواوينه الشعرية
- أنا أعشق الحياة
- الرحلة
- أواجه الحياة مٌبتسمًا
- الجبل عالٍ والطريق بعيد
- الشباب الذي لا يمكن ردعه
- ماذا عن إذا لم تكن سخيًا بالشكل الكافي؟
- تخطي الذات
- إذا كان الغدُ حاضرًا
- سلسلة أشعار وانغ قوه تشن
- أعمال وانغ قوه تشن الكلاسيكية
- الشباب على الطريق (مختارات شعرية جديدة من أعمال وانف قوه تشن)